# Predrag Balašević
Predrag Balašević, en serbe cyrillique Предраг Балашевић (né le 5 janvier 1974 à Podgorac, près en Boljevac), est un homme politique serbe. Il est actuellement président du Parti démocratique valaque de Serbie.

## Biographie
Originaire de la Timočka Krajina, Predrag Balašević est docteur en médecine.
Il a créé le Parti démocratique valaque de Serbie (VDSS) le 25 avril 2004. Son intention était de défendre les intérêts politiques des Valaques de la région. En 2005 et 2006, il a été coprésident du Conseil des Valaques au sein du ministère des Droits de l'homme et des minorités de la Serbie-et-Monténégro.
Predrag Balašević dirige la coalition politique des Valaques unis de Serbie. Créée à l'occasion des élections législatives serbes anticipées du 11 mai 2008, cette coalition a obtenu les 10 000 signatures nécessaires pour participer à l'élection du Parlement de Serbie, elle a officiellement présenté 171 candidats.